# Wisden Cricketers of the Year
Der Wisden Cricketers of the Year ist eine Auszeichnung des jährlich erscheinenden Wisden Cricketers’ Almanack, der Spieler basierend auf der vergangenen englischen Cricket-Saison auszeichnet. Die ersten Auszeichnungen erfolgten im Jahr 1889 und seit 1897 werden bis auf wenige Ausnahmen jeweils fünf Spieler gewürdigt.

## Geschichte
Die Auszeichnung wurde erstmals 1889 als „Six Great Bowlers of the Year“ vergeben, bevor im folgenden Jahr Batsmen und 1891 Wicket-Keeper geehrt wurden. In den Folgejahren blieb diese Rotation bestehen und 1894 kamen noch die Allrounder hinzu. 1896 wurde mit W. G. Grace erstmals einem Spieler alleinig diese Auszeichnung vergeben. Ab dem Folgejahr 1897 wurden dann in der Regel jeweils fünf Spieler ausgezeichnet. Allerdings gab es auch in der Folge Abweichungen. So wurde 1921 mit Pelham Warner und 1926 mit Jack Hobbs ebenfalls nur ein Cricketer ausgezeichnet. Beide erhielten damit die Auszeichnung zum zweiten Mal, was ebenfalls eine Abweichung von der Norm war. 1913 wurde John Wisden, der Gründer des Wisden Almanack, geehrt, obwohl er zum Zeitpunkt der Auszeichnung schon 29 Jahre tot war. Zuletzt wurden 2011 nur vier Spieler ausgezeichnet, als der vorgesehene fünfte Spieler des Wettbetrugs beschuldigt wurde.
In den Kriegsjahren 1916 und 1917 wurden keine Spieler ausgezeichnet, während 1918 und 1919 jeweils fünf Schüler ausgezeichnet wurden. Zwischen 1941 und 1946 wurde die Auszeichnung, gleichfalls kriegsbedingt, nicht vergeben.

## Liste der Cricketers of the Year
| Jahr | Ausgezeichnete Spieler | Ausgezeichnete Spieler | Ausgezeichnete Spieler | Ausgezeichnete Spieler | Ausgezeichnete Spieler |
| ---- | --- | --- | --- | --- | --- |
| 1889 | George Lohmann, Johnny Briggs, John Ferris, Charles Turner, Sammy Woods, Bobby Peel                                          | George Lohmann, Johnny Briggs, John Ferris, Charles Turner, Sammy Woods, Bobby Peel                                          | George Lohmann, Johnny Briggs, John Ferris, Charles Turner, Sammy Woods, Bobby Peel                                          | George Lohmann, Johnny Briggs, John Ferris, Charles Turner, Sammy Woods, Bobby Peel                                          | George Lohmann, Johnny Briggs, John Ferris, Charles Turner, Sammy Woods, Bobby Peel                                          |
| 1890 | Bobby Abel, Billy Barnes, Billy Gunn, Louis Hall, Robert Henderson, Maurice Read, Arthur Shrewsbury, Frank Sugg, Albert Ward | Bobby Abel, Billy Barnes, Billy Gunn, Louis Hall, Robert Henderson, Maurice Read, Arthur Shrewsbury, Frank Sugg, Albert Ward | Bobby Abel, Billy Barnes, Billy Gunn, Louis Hall, Robert Henderson, Maurice Read, Arthur Shrewsbury, Frank Sugg, Albert Ward | Bobby Abel, Billy Barnes, Billy Gunn, Louis Hall, Robert Henderson, Maurice Read, Arthur Shrewsbury, Frank Sugg, Albert Ward | Bobby Abel, Billy Barnes, Billy Gunn, Louis Hall, Robert Henderson, Maurice Read, Arthur Shrewsbury, Frank Sugg, Albert Ward |
| 1891 | Jack Blackham | Gregor MacGregor | Dick Pilling | Mordecai Sherwin | Henry Wood |
| 1892 | William Attewell | Jack Hearne | Frederick Martin | Arthur Mold | John Sharpe |
| 1893 | Herbie Hewett | Lionel Palairet | Walter Read | Stanley Scott | Andrew Stoddart |
| 1894 | George Giffen | Alec Hearne | Stanley Jackson | Harry Trott | Ted Wainwright |
| 1895 | Bill Brockwell | Jack Brown | C. B. Fry | Tom Hayward | Archie MacLaren |
| 1896 | W. G. Grace | W. G. Grace | W. G. Grace | W. G. Grace | W. G. Grace |
| 1897 | Syd Gregory | Dick Lilley | K. S. Ranjitsinhji | Tom Richardson | Hugh Trumble |
| 1898 | Frederick Bull | Willis Cuttell | Frank Druce | Gilbert Jessop | Jack Mason |
| 1899 | Wilfred Rhodes | William Storer | Charlie Townsend | Albert Trott | William Lockwood |
| 1900 | Joe Darling | Clem Hill | Arthur Jones | Monty Noble | Robert Poore |
| 1901 | Tip Foster | Schofield Haigh | George Herbert Hirst | Tom Taylor | John Tunnicliffe |
| 1902 | Len Braund | Charlie McGahey | Frank Mitchell | Willie Quaife | Johnny Tyldesley |
| 1903 | Warwick Armstrong | Cuthbert Burnup | James Iremonger | Jim Kelly | Victor Trumper |
| 1904 | Colin Blythe | John Gunn | Albert Knight | Walter Mead | Pelham Warner |
| 1905 | Bernard Bosanquet | Barberton Halliwell | James Hallows | Percy Perrin | Reggie Spooner |
| 1906 | David Denton | Walter Lees | George Thompson | Joe Vine | Levi Wright |
| 1907 | Jack Crawford | Arthur Fielder | Ernie Hayes | Kenneth Hutchings | Neville Knox |
| 1908 | Albert Hallam | Reggie Schwarz | Frank Tarrant | Bert Vogler | Thomas Wass |
| 1909 | Walter Brearley | Lord Hawke | Jack Hobbs | Alan Marshal | John Newstead |
| 1910 | Warren Bardsley | Sydney Barnes | Douglas Carr | Arthur Day | Vernon Ransford |
| 1911 | Harry Foster | Alfred Hartley | Charlie Llewellyn | Razor Smith | Frank Woolley |
| 1912 | Frank Foster | Jack Hearne | Sep Kinneir | Phil Mead | Herbert Strudwick |
| 1913 | John Wisden | John Wisden | John Wisden | John Wisden | John Wisden |
| 1914 | Major Booth | George Gunn | Bill Hitch | Albert Relf | Lionel Tennyson |
| 1915 | Johnny Douglas | Percy Fender | Wally Hardinge | Donald Knight | Sydney Smith |
| 1918 | Harry Calder | John Firth | Clement Gibson | Gerard Rotherham | Greville Stevens |
| 1919 | Percy Adams | Percy Chapman | Adrian Gore | Lionel Hedges | Norman Partridge |
| 1920 | Andy Ducat | Patsy Hendren | Percy Holmes | Herbert Sutcliffe | Ernest Tyldesley |
| 1921 | Pelham Warner | Pelham Warner | Pelham Warner | Pelham Warner | Pelham Warner |
| 1922 | Hubert Ashton | Jack Bryan | Jack Gregory | Charlie Macartney | Ted McDonald |
| 1923 | Arthur Carr | Tich Freeman | Charlie Parker | Jack Russell | Andy Sandham |
| 1924 | Arthur Gilligan | Roy Kilner | George Macaulay | Cec Parkin | Maurice Tate |
| 1925 | Bob Catterall | Jack MacBryan | Herbie Taylor | Dick Tyldesley | Dodger Whysall |
| 1926 | Jack Hobbs | Jack Hobbs | Jack Hobbs | Jack Hobbs | Jack Hobbs |
| 1927 | George Geary | Harold Larwood | Jack Mercer | Bert Oldfield | Bill Woodfull |
| 1928 | Roger Blunt | Charlie Hallows | Wally Hammond | Douglas Jardine | Vallance Jupp |
| 1929 | Les Ames | George Duckworth | Maurice Leyland | Sam Staples | Jack White |
| 1930 | Ted Bowley | K. S. Duleepsinhji | Tuppy Owen-Smith | Walter Robins | Bob Wyatt |
| 1931 | Donald Bradman | Clarrie Grimmett | Beverley Lyon | Ian Peebles | Maurice Turnbull |
| 1932 | Bill Bowes | Stewie Dempster | James Langridge | Nawab of Pataudi senior | Hedley Verity |
| 1933 | Ewart Astill | Freddie Brown | Alec Kennedy | C. K. Nayudu | Bill Voce |
| 1934 | Fred Bakewell | George Headley | Stan Nichols | Leslie Townsend | Cyril Walters |
| 1935 | Stan McCabe | Bill O’Reilly | George Paine | Bill Ponsford | Jim Smith |
| 1936 | Jock Cameron | Errol Holmes | Bruce Mitchell | Denis Smith | Arthur Wellard |
| 1937 | Charles Barnett | Bill Copson | Alf Gover | Vijay Merchant | Stan Worthington |
| 1938 | Tom Goddard | Joe Hardstaff | Leonard Hutton | Jim Parks, Sr. | Eddie Paynter |
| 1939 | Hugh Bartlett | Bill Brown | Denis Compton | Kenneth Farnes | Arthur Wood |
| 1940 | Learie Constantine | Bill Edrich | Walter Keeton | Brian Sellers | Doug Wright |
| 1947 | Alec Bedser | Laurie Fishlock | Vinoo Mankad | Peter Smith | Cyril Washbrook |
| 1948 | Martin Donnelly | Alan Melville | Dudley Nourse | Jack Robertson | Norman Yardley |
| 1949 | Lindsay Hassett | Bill Johnston | Ray Lindwall | Arthur Morris | Don Tallon |
| 1950 | Trevor Bailey | Roly Jenkins | John Langridge | Reg Simpson | Bert Sutcliffe |
| 1951 | Godfrey Evans | Sonny Ramadhin | Alf Valentine | Everton Weekes | Frank Worrell |
| 1952 | Bob Appleyard | Tom Dollery | Jim Laker | Peter May | Eric Rowan |
| 1953 | Harold Gimblett | Tom Graveney | David Sheppard | Stuart Surridge | Fred Trueman |
| 1954 | Neil Harvey | Tony Lock | Keith Miller | Johnny Wardle | Willie Watson |
| 1955 | Bruce Dooland | Fazal Mahmood | Eric Hollies | Brian Statham | George Tribe |
| 1956 | Colin Cowdrey | Doug Insole | Jackie McGlew | Hugh Tayfield | Frank Tyson |
| 1957 | Dennis Brookes | Jim Burke | Malcolm Hilton | Gil Langley | Peter Richardson |
| 1958 | Peter Loader | Arthur McIntyre | Collie Smith | Mickey Stewart | Clyde Walcott |
| 1959 | Les Jackson | Roy Marshall | Arthur Milton | John Reid | Derek Shackleton |
| 1960 | Ken Barrington | Donald Carr | Ray Illingworth | Geoff Pullar | M. J. K. Smith |
| 1961 | Neil Adcock | Ted Dexter | Roy McLean | Raman Subba Row | Vic Wilson |
| 1962 | Bill Alley | Richie Benaud | Alan Davidson | Bill Lawry | Norm O’Neill |
| 1963 | Don Kenyon | Mushtaq Mohammad | Peter Parfitt | Phil Sharpe | Fred Titmus |
| 1964 | Brian Close | Charlie Griffith | Conrad Hunte | Rohan Kanhai | Garfield Sobers |
| 1965 | Geoffrey Boycott | Peter Burge | Jack Flavell | Graham McKenzie | Bob Simpson |
| 1966 | Colin Bland | John Edrich | Dick Motz | Peter Pollock | Graeme Pollock |
| 1967 | Bob Barber | Basil D’Oliveira | Colin Milburn | John Murray | Seymour Nurse |
| 1968 | Asif Iqbal | Hanif Mohammad | Ken Higgs | Jim Parks junior | Nawab of Pataudi junior |
| 1969 | Jimmy Binks | David Green | Barry Richards | Derek Underwood | Ossie Wheatley |
| 1970 | Basil Butcher | Alan Knott | Majid Khan | Mike Procter | Don Shepherd |
| 1971 | Jack Bond | Clive Lloyd | Brian Luckhurst | Glenn Turner | Roy Virgin |
| 1972 | Geoff Arnold | Bhagwath Chandrasekhar | Lance Gibbs | Brian Taylor | Zaheer Abbas |
| 1973 | Greg Chappell | Dennis Lillee | Bob Massie | John Snow | Keith Stackpole |
| 1974 | Keith Boyce | Bevan Congdon | Keith Fletcher | Roy Fredericks | Peter Sainsbury |
| 1975 | Dennis Amiss | Mike Denness | Norman Gifford | Tony Greig | Andy Roberts |
| 1976 | Ian Chappell | Peter Lee | Rick McCosker | David Steele | Bob Woolmer |
| 1977 | Mike Brearley | Gordon Greenidge | Michael Holding | Viv Richards | Bob Taylor |
| 1978 | Ian Botham | Mike Hendrick | Alan Jones | Ken McEwan | Bob Willis |
| 1979 | David Gower | John Lever | Chris Old | Clive Radley | John Shepherd |
| 1980 | Joel Garner | Sunil Gavaskar | Graham Gooch | Derek Randall | Brian Rose |
| 1981 | Kim Hughes | Robin Jackman | Allan Lamb | Clive Rice | Vintcent van der Bijl |
| 1982 | Terry Alderman | Allan Border | Richard Hadlee | Javed Miandad | Rod Marsh |
| 1983 | Imran Khan | Trevor Jesty | Alvin Kallicharran | Kapil Dev | Malcolm Marshall |
| 1984 | Mohinder Amarnath | Jeremy Coney | John Emburey | Mike Gatting | Chris Smith |
| 1985 | Martin Crowe | Larry Gomes | Geoff Humpage | Jack Simmons | Sidath Wettimuny |
| 1986 | Phil Bainbridge | Richard Ellison | Craig McDermott | Neal Radford | Tim Robinson |
| 1987 | John Childs | Graeme Hick | Dilip Vengsarkar | Courtney Walsh | James Whitaker |
| 1988 | Jonathan Agnew | Neil Foster | David Hughes | Peter Roebuck | Saleem Malik |
| 1989 | Kim Barnett | Jeff Dujon | Phil Neale | Franklyn Stephenson | Steve Waugh |
| 1990 | Jimmy Cook | Dean Jones | Jack Russell | Robin Smith | Mark Taylor |
| 1991 | Mike Atherton | Mohammad Azharuddin | Alan Butcher | Desmond Haynes | Mark Waugh |
| 1992 | Curtly Ambrose | Phillip DeFreitas | Allan Donald | Richie Richardson | Waqar Younis |
| 1993 | Nigel Briers | Martyn Moxon | Ian Salisbury | Alec Stewart | Wasim Akram |
| 1994 | David Boon | Ian Healy | Merv Hughes | Shane Warne | Steve Watkin |
| 1995 | Brian Lara | Devon Malcolm | Tim Munton | Steve Rhodes | Kepler Wessels |
| 1996 | Dominic Cork | Aravinda de Silva | Angus Fraser | Anil Kumble | Dermot Reeve |
| 1997 | Sanath Jayasuriya | Mushtaq Ahmed | Saeed Anwar | Phil Simmons | Sachin Tendulkar |
| 1998 | Matthew Elliott | Stuart Law | Glenn McGrath | Matthew Maynard | Graham Thorpe |
| 1999 | Ian Austin | Darren Gough | Muttiah Muralitharan | Arjuna Ranatunga | Jonty Rhodes |
| 2000 | Chris Cairns | Rahul Dravid | Lance Klusener | Tom Moody | Saqlain Mushtaq |
| 2001 | Mark Alleyne | Martin Bicknell | Andrew Caddick | Justin Langer | Darren Lehmann |
| 2002 | Andy Flower | Adam Gilchrist | Jason Gillespie | V. V. S. Laxman | Damien Martyn |
| 2003 | Matthew Hayden | Adam Hollioake | Nasser Hussain | Shaun Pollock | Michael Vaughan |
| 2004 | Chris Adams | Andrew Flintoff | Ian Harvey | Gary Kirsten | Graeme Smith |
| 2005 | Ashley Giles | Steve Harmison | Robert Key | Andrew Strauss | Marcus Trescothick |
| 2006 | Matthew Hoggard | Simon Jones | Brett Lee | Kevin Pietersen | Ricky Ponting |
| 2007 | Paul Collingwood | Mahela Jayawardene | Mohammed Yousuf | Monty Panesar | Mark Ramprakash |
| 2008 | Ian Bell | Shivnarine Chanderpaul | Ottis Gibson | Zaheer Khan | Ryan Sidebottom |
| 2009 | James Anderson | Dale Benkenstein | Mark Boucher | Neil McKenzie | Claire Taylor |
| 2010 | Stuart Broad | Michael Clarke | Graham Onions | Matt Prior | Graeme Swann |
| 2011 | Tamim Iqbal | Eoin Morgan | Chris Read | Jonathan Trott | Nicht vergeben |
| 2012 | Tim Bresnan | Alastair Cook | Glen Chapple | Alan Richardson | Kumar Sangakkara |
| 2013 | Nick Compton | Hashim Amla | Jacques Kallis | Dale Steyn | Marlon Samuels |
| 2014 | Shikhar Dhawan | Charlotte Edwards | Ryan Harris | Chris Rogers | Joe Root |
| 2015 | Moeen Ali | Gary Ballance | Adam Lyth | Angelo Mathews | Jeetan Patel |
| 2016 | Jonny Bairstow | Brendon McCullum | Steve Smith | Ben Stokes | Kane Williamson |
| 2017 | Ben Durckett | Younis Khan | Misbah-ul-Haq | Toby Roland-Jones | Chris Woakes |
| 2018 | Shai Hope | Heather Knight | Jamie Porter | Natalie Sciver | Anya Shrubsole |
| 2019 | Tammy Beaumont | Rory Burns | Jos Buttler | Sam Curran | Virat Kohli |
| 2020 | Jofra Archer | Pat Cummins | Simon Harmer | Marnus Labuschagne | Ellyse Perry |
| 2021 | Zak Crawley | Darren Stevens | Jason Holder | Dom Sibley | Mohammad Rizwan |
| 2022 | Jasprit Bumrah | Devon Conway | Ollie Robinson | Rohit Sharma | Dané van Niekerk |
| 2023 | Tom Blundell | Ben Foakes | Harmanpreet Kaur | Daryl Mitchell | Matthew Potts |
| 2024 | Harry Brook | Ashleigh Gardner | Usman Khawaja | Mitchell Starc | Mark Wood |
| 2025 | Gus Atkinson | Liam Dawson | Sophie Ecclestone | Jamie Smith | Daniel Worrall |